# مدال خدمات چین
مدال خدمات چین (به انگلیسی: China Service Medal) مدالی بود که بابت خدمات در چین و اطراف آن، قبل و بعد از جنگ جهانی دوم، به اعضای نیروی دریایی، تفنگداران دریایی و پرسنل گارد ساحلی ایالات متحده اعطا می‌شد. اعطای این مدال با فرمان شماره ۱۷۶ وزارت نیروی دریایی در ۱ ژوئیه ۱۹۴۲ وضع شد.